# Казальморано
Казальморано (італ. Casalmorano) — муніципалітет в Італії, у регіоні Ломбардія,  провінція Кремона.
Казальморано розташоване на відстані близько 440 км на північний захід від Рима, 60 км на схід від Мілана, 21 км на північний захід від Кремони.
Населення — 1657 осіб (2014).

## Демографія
Населення за роками:

Станом на 1 січня 2023 року в муніципалітеті офіційно проживало 236 іноземців з 17 країн, серед них 38 громадян країн Євросоюзу та 4 громадяни України.

## Сусідні муніципалітети
- Аннікко
- Аццанелло
- Казальбуттано-ед-Уніті
- Кастельвісконті
- Дженівольта
- Падерно-Понк'єллі
- Сорезіна